# Изз ад-Дин аль-Кассам
Изз ад-Дин аль-Кассам (араб. عزّ الدين القسّام‎, 1882, Латакия — 20 ноября 1935) — влиятельный исламский священнослужитель, создатель и руководитель террористической организации «Чёрная рука» в подмандатной Палестине. Убит при его захвате британскими властями.

## Биография
Родился в сирийском городе Латакия. Учился в Каире, потом вернулся в Сирию и застал французскую оккупацию в Сирии. Принимал активное участие в борьбе против французских властей, за что был заочно приговорён к смертной казни. Бежал в Каир, где учился, а затем и преподавал в университете Аль-Азхар, где на него оказали большое влияние идеологи ислама Мухаммад Абдо и Рашид Рида.
В 1921 году вернулся в Сирию, а оттуда перебрался в Хайфу, где преподавал в религиозных школах.
В 1930 году создал подпольную военную организацию «Чёрная рука». Целью организации было освобождение севера Палестины от британских войск и евреев-поселенцев. В 1930—1935 гг. ею были убиты минимум 8 евреев, в том числе 3 члена кибуца Ягур и отец с сыном из поселения Нахалаль.
Арабские источники также сообщают, что он призывал к священной войне не только против «неверных англичан», но и против их «сионистских пособников». Британские власти признали эту организацию террористической. 12 ноября 1935 года группа аль-Кассама совершила вооружённое выступление в районе Дженина, причём атакам подверглись также арабы, сотрудничавшие с мандатными властями или продававшие землю евреям. 20 ноября 1935 года Изз ад-Дин аль-Касам погиб при перестрелке с британской полицией в ходе попытки его захвата после убийства британского офицера.
Аль-Кассам был похоронен на мусульманском кладбище в Хайфе. Согласно арабским источникам, захоронение было осквернено в 1999 году.
Среди арабов Палестины считается национальным героем, поскольку боролся против французского владычества в Сирии, а затем против англичан и евреев в Палестине. По его имени названы бригады «Изз ад-Дин аль-Кассам» и ракеты «Кассам».

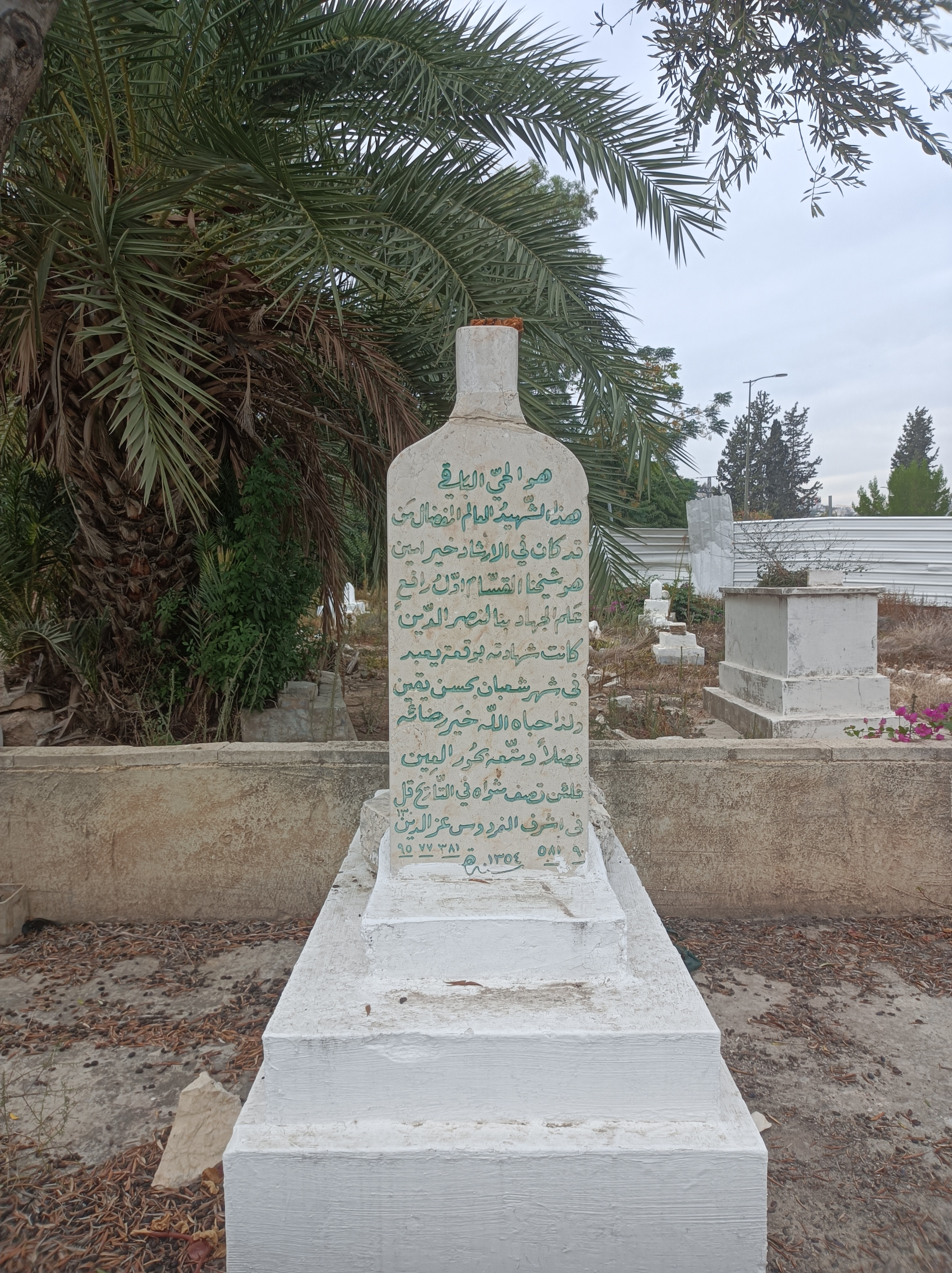
Могила Изз ад-Дин аль-Кассама на мусульманском кладбище в Балад Эш-Шейх (совр. Нешер)